# Родригес, Рикардо (автогонщик)
Рика́рдо Родри́гес де ла Ве́га (исп. Ricardo Rodríguez de la Vega; 14 февраля 1942, Мехико — 1 ноября 1962, Мехико) — мексиканский автогонщик, победитель Targa Florio 1962 года, младший брат гонщика Педро Родригеса.

## Карьера
В детстве Рикардо Родригес выиграл юношеский чемпионат Мексики по мотогонкам. Но в возрасте 14 лет Рикардо бросил мотоцикл и стал осваивать вождение автомобиля (первый его автомобиль — седан Opel). И в 1957 пятнадцатилетний Рикардо Родригес выиграл Nassau Tourist Trophy на Багамских островах.
В 1960 братья Родригесы переехали в Европу в составе команды North American Racing Team. Вместе с бельгийским ветераном Андре Пилеттом Рикардо Родригес стал вторым в Ле-Мане на Ferrari 250, a с братом Педро — третьим в 12 часах Себринга и вторым в 1000 километрах Нюрбургринга.
В 1961 Scuderia Ferrari пригласила Рикардо на Гран-при Италии. После страшной аварии, в которой погиб Вольфганг фон Трипс, Рикардо Родригес сошёл из-за дефекта топливного насоса. Через год, в 1962, Родригес провёл полный сезон в команде. Несмотря на то, что Scuderia Ferrari не была в числе фаворитов, Рикардо смотрелся отлично для новичка. Во внезачётном Гран-при По Родригес стал вторым, а в чемпионате занял 12 место, дважды придя в очки. Наряду с этим в гонках спорткаров Рикардо почти не везло. Однако в Targa Florio Родригес стал победителем вместе с Оливье Жандебьеном и Вилли Мэрессом.
Проходил внезачётный Гран-при Мексики в Мехико. Scuderia Ferrari, однако, решила не выставлять своих гонщиков на эту гонку. И Рикардо Родригес выступил на Lotus-Climax. В квалификации Рикардо врезался в отбойник и погиб от многочисленных травм.
Автодром в Мехико, где Рикардо разбился, был назван в честь братьев Родригес.

## Полная таблица результатов

### Формула-1
| Год  | Команда (команды) | Шасси          | 1        | 2       | 3     | 4   | 5   | 6     | 7        | 8   | 9   | Место | Очки |
| ---- | ----------------- | -------------- | -------- | ------- | ----- | --- | --- | ----- | -------- | --- | --- | ----- | ---- |
| 1961 | Scuderia Ferrari  | Ferrari 156 F1 | МОН      | НИД     | БЕЛ   | ФРА | ВЕЛ | ГЕР   | ИТА Сход | США |     | —     | 0    |
| 1962 | Scuderia Ferrari  | Ferrari 156 F1 | НИД Сход | МОН НКВ | БЕЛ 4 | ФРА | ВЕЛ | ГЕР 6 | ИТА 14   | США | ЮАР | 12    | 4    |

### 24 часа Ле-Мана
| Год  | Команда                    | Машина              | Группа | Результат |
| ---- | -------------------------- | ------------------- | ------ | --------- |
| 1958 | North American Racing Team | Ferrari 500 TR58    | S 2000 | НС        |
| 1959 | OSCA Automobili            | OSCA Sport 750 TN   | S 750  | Сход      |
| 1960 | North American Racing Team | Ferrari 250 TR 59   | S 3.0  | 2         |
| 1961 | North American Racing Team | Ferrari 250 TRI/61  | S 3.0  | Сход      |
| 1962 | Scuderia Ferrari           | Ferrari Dino 246 SP | E      | Сход      |

### Targa Florio
| Год  | Команда                    | Машина              | Группа  | Результат |
| ---- | -------------------------- | ------------------- | ------- | --------- |
| 1960 | North American Racing Team | Ferrari Dino 196 S  | S 2000  | 7         |
| 1961 | Scuderia Ferrari           | Ferrari 250 TR61    | SC 3000 | НС        |
| 1962 | Scuderia Ferrari           | Ferrari Dino 246 SP | S 3000  | 1         |